# 嘉利吉俱樂部
嘉利吉俱樂部，舊名琉球獨立黨是以琉球群島獨立為目的的政治團體，活躍於日本沖繩縣。另外，該團體贊成道州制、一國兩制。是琉球語，即「幸福」、「吉祥」的意思，中文譯作「嘉利吉」。

## 活動

嘉利吉俱樂部黨旗，也是該黨設想中未來「琉球共和國」的國旗

1970年6月，以大眾金融公庫原總裁崎間敏勝與註冊會計師野底武彦為中心的「琉球獨立黨」結成。崎間曾於1971年參加第9屆日本參議院議員通常選舉，以2673票落選。1972年5月15日，美國將琉球群島移交日本政府管理。1978年7月30日沖繩發生730事件後，琉球獨立黨的活動陷入停止狀態。2005年8月15日，琉球獨立黨選舉屋良朝助為第二代黨首，野底武彥為名譽黨首，再次活躍起來。2006年，屋良朝助參加沖繩縣知事選舉，得6220票，以得票率0.93%落選。2008年3月3日，琉球獨立黨召開記者會，正式更黨名為「嘉利吉俱樂部」，確定黨旗為「三星天洋旗」，並作為設想中未來琉球共和國的國旗。

## 政治立場
- 中間主义。
- 標準武装軍力。
- 資本主義。
- 钓鱼岛及其附属岛屿是沖繩領土[1]。
- 钓鱼岛及其附属岛屿主權問題之解決法為使用自衛隊的武力以保全領土。
- 視情況保有核子武器。
- 視情況加入軍事同盟。
- 不實行徵兵制。
- 實行道州制的場合，奄美大島歸屬琉球州（奄美自治縣）。
- 支持維吾爾(新疆)、西藏、台灣獨立[2]。
- 對日本、美國、中國平等外交。
- 對瀨長龜次郎以及稱讚其業績的日本共產黨進行批判[3]。
- 支持朝鮮及最高領導人金正恩。
- 反對朝鮮放棄擁有核武器。

## 外部連結
- 琉球独立運動資料館公式ホームページ （页面存档备份，存于）（日語）